# Psicobiologia
A psicologia biológica, também conhecida como neurociência comportamental, biopsicologia ou psicobiologia é a aplicação dos princípios da biologia para o estudo fisiológico, genético e dos mecanismos do desenvolvimento que afetam o comportamento dos seres humanos e de outros animais. É tipicamente investigada ao nível de neurônios, neurotransmissores, hormônios do sistema nervoso central e dos processos evolutivos e de desenvolvimento que fundamentam o comportamento normal e anormal. Muitas vezes, os experimentos em neurociência comportamental envolvem modelos animais (como ratos, camundongos e primatas não humanos) que têm implicações para a melhor compreensão da patologia humana e, portanto, contribuem para prática baseada em evidências.

## História
A neurociência comportamental como disciplina científica surgiu a partir de uma variedade de tradições científicas e filosóficas nos séculos XVIII e XIX. Na filosofia, pessoas como René Descartes propuseram modelos baseados na física para explicar o comportamento animal e humano. Descartes, por exemplo, sugeriu que o glândula pineal seria o ponto de ligação entre a mente e o corpo. Descartes também elaborou uma teoria pneumática em que os de fluidos corporais poderiam explicar reflexos e outros comportamentos motores. Esta teoria foi inspirada enquanto caminhava por entre estátuas em um jardim em Paris.
Outros filósofos também ajudaram a dar à luz a neurociência comportamental. Um dos primeiros livros no novo campo, Os Princípios da Psicologia por William James (1890), argumenta que o estudo científico da psicologia deveria ser fundamentada em uma ampla compreensão da biologia:
| “ | Experiências corporais, portanto, e mais particularmente experiências cerebrais , devem assumir um lugar entre essas condições de vida mental dos quais a psicologia precisa tomar conta. O espiritualista e o associacionista devem estar ambos baseados no 'cerebralismo, ou pelo menos admitir que certas peculiaridades na maneira de trabalhar seus próprios princípios favoritos são explicáveis apenas pelo fato de que as leis do cérebro são uma determinante de seu resultado. Nossa primeira conclusão, então, é que uma certa medida da fisiologia cerebral deve ser pressuposta ou incluída no estudo da Psicologia. | ” |

James, como muitos dos primeiros psicólogos, teve uma formação considerável em fisiologia. Os próprios surgimentos da psicologia e da neurociência comportamental como ciências podem ser rastreadas desde o surgimento da fisiologia e da anatomia, particularmente neuroanatomia. Os trabalhos influentes de Claude Bernard, Charles Bell e William Harvey ajudaram a convencer a comunidade científica que dados confiáveis poderiam ser obtidos a partir de indivíduos vivos.
A questão que parece surgir continuamente é o que é a conexão entre a mente e o corpo. O debate é formalmente conhecido como o problema mente-corpo. Existem duas grandes escolas de pensamento que tentam resolver o problema mente-corpo; monismo e dualismo. Platão e Aristóteles são dois dos vários filósofos que participaram neste debate. Platão acreditavam que o cérebro era o lugar onde todos os pensamentos e processos mentais acontecem. Em contraste, Aristóteles acreditava que o cérebro servia ao propósito de arrefecimento das emoções derivadas do coração. O problema mente-corpo foi um trampolim para tentar entender a conexão entre a mente e o corpo.
Outro debate surgido foi sobre a localização da função ou especialização funcional versus equipotencialidade que desempenharam um papel significativo no desenvolvimento da neurociência comportamental. Como resultado da especialização funcional, muitas pessoas famosas, dentro das ciências psicológicas têm tirado várias conclusões diferentes. Wilder Penfield foi capaz de desenvolver um mapa do córtex cerebral através do estudo de pacientes epiléticos, juntamente com Rassmussen. A investigação sobre a localização da função levou o neurocientista comportamental para uma melhor compreensão de quais partes do cérebro controlam o comportamento. Isto é melhor exemplificado através do estudo de caso de Phineas Gage.
O termo "Psicobiologia" tem sido usado em uma variedade de contextos, ressaltando a importância da biologia, que é a disciplina que estuda orgânico, neural e modificações celulares no comportamento, a plasticidade em neurociência e doenças biológicas em todos os aspectos, além disso, biologia concentra e analisa o comportamento e todos os assuntos que está preocupado com, a partir de um ponto de vista científico. Neste contexto, a psicologia ajuda como uma disciplina complementar, mas importante nas ciências neurobiológicas. O papel da psicologia nestas questões é a de uma ferramenta social que faz o backup do principal ou ciência biológica mais forte. O termo "Psicobiologia" foi usado pela primeira vez no seu sentido moderno por Knight Dunlap em seu livro Um esboço de Psicobiologia (1914).  Dunlap foi também o fundador e editor-chefe da revista Psicobiologia. No anúncio de jornal que, Dunlap escreve que o jornal vai publicar pesquisas "... sobre a interconexão das funções mentais e fisiológicos", que descreve o campo de neurociência comportamental, mesmo em seu sentido moderno.